# Metarranthis pilosaria
Metarranthis pilosaria là một loài bướm đêm trong họ Geometridae.